# Dymme van Rijsen
Dymme van Rijsen (geboren 1390 in Deventer; gestorben 28. August 1413 in Diepenveen) war eine niederländische Ordensfrau und Subpriorin des Klosters Diepenveen.

## Leben
Dymme van Rijsen wurde 1390 in Deventer geboren. Sie war eine Tochter von Gerrit und Alijt van Rijsen. Sie war eine von vier Töchtern einer wohlhabenden und religiösen Familie in Deventer und trat ebenso wie ihre Schwestern Geertruid und Katharina in das Kloster Diepenveen ein, ein Kloster der Devotio moderna, unter der Priorin Salome Sticken. Nach ihrem Lebenslauf im Schwesternbuch des Klosters Diepenveen wurde sie im Adelsstift Elten erzogen. Dymme van Rijsen gehörte zu den ersten zwölf Schwestern, die in Diepenveen eingekleidet wurden. Sie wurde zur Subpriorin gewählt, was ihr allerdings überhaupt nicht gefiel, da sie lieber „unten als oben“ stand. Im Schwesternbuch ist zudem verzeichnet, dass ihr Verhalten von Ausgeglichenheit geprägt war. Nichts, was man zu ihr sagte, konnte sie aus der Ruhe bringen. Ein Jahr vor ihrem Tod litt sie an Hämoptyse und war deshalb bettlägerig. Auf ihrem Sterbebett baten ihre Mitschwestern sie um ihr geistliches Testament. Dymme van Rijsen antwortete: „Gehorsam ist ein kurzer Weg zum ewigen Leben. […] Wer glaubt, Gehorsam sei schwierig, hat noch nie echten Gehorsam erlebt.“ Dymme van Rijsen starb am Augustinustag, den 28. August 1413 im Alter von 23 Jahren.